# Стежка Івана Франка
Сте́жка Іва́на Франка́ — комплексна пам'ятка природи місцевого значення в Україні. Розташована в межах Дрогобицького району Львівської області, при східній околиці села Нагуєвичі. 
Площа 15 га. Статус надано згідно з рішенням Львівської облради від 9.10.1984 року № 495. Перебуває у віданні ДП «Дрогобицький лісгосп» (Нагуєвицьке л-во, кв. 21, вид. 23-32). 
Статус надано з метою збереження лісопаркової ділянки з меморіальним комплексом — музеєм, стежкою і дубом І. Франка.